# Arris (Algèria)
Arris (àrab: أريس, Arrīs; amazic shawiya: ⴰⵔⵔⵉⵙ) és un municipi de la wilaya de Batna, a Algèria.

## Geografia

### Situació
El municipi d'Arris és al sud-est de la wilaya de Batna.

### Localitats del municipi
Arris està format per més de quinze pobles:
- Mzata
- Taghrout Ghassira
- Taghrout Amor
- Bacha
- Haqliaath hamellall
- Haqluaath mmarris
- Inerkeb
- Laarara
- Bouzeddah
- Sanf
- Shir
- Blihoud
- Altaanimines

### Geografia física
Arris està situada a una altitud de 1.100 m, a la vall superior del uadi El Abiod, entre Djebel Zellatou a l'est, Djebel Ichmoul al nord (coll d'Aïn Tinn, a 1.800 m) i Jebel El Azreg a l'oest.

### Geografia humana
Arris es comunica amb Biskra i Batna per la carretera estatal RN31, que travessa el gorg d'Aïn Tinn. Una carretera secundària l'uneix amb Baali, a la vall de Wadi Abdi.

## Toponímia
Arris significa ‘terres blanques' o ‘cadell de lleó’ en l'amazic de l'Aurés (dialecte chaoui).

## Història

### Antiguitat
La ciutat és molt antiga, una de les ciutats més importants dels amazics gètuls (zenetes) que s'alçaren contra Roma. Aleshores, els historiadors els anomenaven maures. Es tracta d'una població establerta a l'àrea durant molt de temps. Ara sabem que els gètuls es concentraren inicialment a l'antiga Líbia. N'hi havia dues categories de poblacions: les romanitzades (ciutadans romans) i les no romanitzades (rebels, maures o bàrbars). La investigació revela la importància de les inscripcions trobades a Arris, que daten del darrer quart del segle v i principis del segon terç del segle vi.
Masties va ser un dels dirigents de l'Aurés. En una inscripció descoberta a Arris, esmenta la seua fe cristiana i es proclama «emperador» dels maures i romans de l'àrea.

### Edat Mitjana
L'aparició dels vàndals a l'àrea ha estat testimoniada pels historiadors. Masties, però, se'n va alliberar del domini i el monument erigit per Vartaia li ret homenatge: «inflexiblement fidel a la idea romana i a les formes de govern imperial», segons Jérôme Carcopino.
Entre els altres prínceps i caps de l'Aurés, Tacfarines fou un líder rebel. Cousina també fou un líder rebel del segle vi, del 533 al 563, i sa mare era romana, segons Corripus. Les dues figures històriques de l'àrea de l'Aurés a l'inici de la conquesta del nord d'Àfrica per l'islam són Kosayla, dels Auraba, i la reina dels Djerawas, Dihya, coneguda com Kàhina.

### Període de colonització francesa
El 1886 es crea la comuna mixta de l'Aurés (districte de Batna, departament de Constantina), amb capital a Arris.
Arris és, doncs, la residència de l'administrador principal, assistit per dos adjunts, un secretari i empleats (inclosos missatgers). Aquesta comuna mixta es divideix en duars, cadascú sota la responsabilitat d'un «ajudant autòcton» (caid, a partir del 1919). El 1936, la comuna mixta de l'Aurés comprenia catorze duars i un «centre de colonització» (Foum Toub).
Les etnòlogues Thérèse Rivière i Germaine Tillion, que van passar una llarga estada a l'Aurés (1934 i 1940), van esmentar Arris als anys 1930 en els seus informes sobre l'Aurés: connectat amb Batna per una carretera amb autobús regular, el poble té un dispensari i una escola de primària, però no pas comerços. Està connectat amb Biskra per una pista motoritzada. La brigada de gendarmeria colonial d'Arris està formada per sis policies, per a una població de 60.000 habitants a l'Aurés.

### Guerra d'Algèria
Un dels nou fundadors del Front d'Alliberament Nacional (octubre 1954), Mostefa Ben Boulaïd, provenia d'una família notable d'Arris. Activista del PPA, després del MTLD, era el responsable de la zona de l'Aurés des d'octubre del 1954 fins a la seua mort, el març del 1956. El seu successor immediat fou el seu germà, Omar Ben Boulaïd. L'1 de novembre del 1954, dia de Tots Sants, els insurgents aconseguiren aïllar Arris durant unes hores.
El 28 de juny del 1956, durant la reorganització administrativa d'Algèria per part del govern colonial francés, Batna esdevé una prefectura i Arris una subprefectura, i alguns duars esdevenen comunes: Bouzina, Chir, Kimmel, M'chouneche, Menaa, Oulach, Tadjemout i Tighanimine.

### Algèria independent
Els municipis d'Arris i Tighanimine formen la daira d'Arris, una de les 21 daires de la wilaya de Batna.

## Demografia

### Evolució demogràfica des del 1966
| 1966   | 1977   | 1984   | 1998   | 2008   |
| ------ | ------ | ------ | ------ | ------ |
| 10 699 | 14 996 | 18 000 | 24 607 | 30 207 |

## Personalitats
- Mostefa Ben Boulaïd (1917-1956), un dels fundadors del Front d'Alliberament Nacional, nascut a Arris.
- Abdelmajid Bourebbou, futbolista nascut a Arris el 1951.
- Fadila Alfarouk, famosa escriptora en àrab, nascuda a Arris el 1967.
- Abdel-Kader Guerza, prefecte, nascut a Arris l'any 1957.